# 小行星3613
小行星3613，又称为昆仑星，是由紫金山天文台在1982年11月10日发现的主带小行星。
小行星3613以中国境内的山脉昆仑山脉命名。